# Região Geográfica Imediata de Tupã
A Região Geográfica Imediata de Tupã é uma das 53 regiões imediatas do estado brasileiro de São Paulo, uma das cinco regiões imediatas que compõem a Região Geográfica Intermediária de Marília e uma das 509 regiões imediatas no Brasil, criadas pelo IBGE em 2017.
É composta por 8 municípios, tendo uma população estimada pelo IBGE para 1.º de julho de 2017, de 128 956 habitantes e uma área total de 2 710,06 km².

## Municípios
Fonte: IBGE – Cidades
| Município   | População Estimada (2017) | Área (km²) |
| ----------- | ------------------------- | ---------- |
| Arco-Íris   | 1 856                     | 264.904    |
| Bastos      | 21 073                    | 170.912    |
| Herculândia | 9 397                     | 364.252    |
| Iacri       | 6 434                     | 321.948    |
| Parapuã     | 11 073                    | 366.663    |
| Queiroz     | 3 267                     | 234.914    |
| Rinópolis   | 10 098                    | 358.481    |
| Tupã        | 65 758                    | 627.986    |
| Total       | 128 956                   | 264,904    |